# Nahas Angula
Nahas Gideon Angula (Onyaanya, 22 agosto 1943) è un politico namibiano.
È stato Primo ministro della Namibia dal marzo 2005 al dicembre 2012.

## Biografia
Nahas Angula è cresciuto nell'Ovamboland e nel 1967 si iscrisse alla SWAPO (Organizzazione del Popolo dell'Africa del Sud-Ovest). Dal 1969 al 1972 ha studiato scienze politiche all'università dello Zambia, e in seguito, fino al 1978, alla Columbia University di New York.
Nel 2004 si candido' alla presidenza della SWAPO, ma venne sconfitto dall'attuale presidente Hifikepunye Pohamba. Viceprimoministro di Angula è una donna, Libertina Amathila.